# كيلي أوبري جونيور
كيلي أوبري جونيور (بالإنجليزية: Kelly Oubre Jr.)‏ مواليد 9 ديسمبر 1995 في نيو أورلينز، هو لاعب كرة سلة محترف أمريكي بدأ مسيرته الاحترافية في سنة 2015 حيث تم اختياره من قبل فريق أتلانتا هوكس خلال الدرافت، يلعب مع فريق واشنطن ويزاردز في الرابطة الوطنية لكرة السلة ويحمل الرقم 12. يبلغ طوله 6 قدم 7 بوصة (2.0 م). لعب كرة السلة الجامعية في جامعة كانساس.

## إحصائيات المسيرة

### الموسم الاعتيادي
| السنة   | الفريق         | لعب | بدأ | دقيقة | ميداني% | ثلاثية | حرة  | ارتداد | صنع | استلاب | تصدي | نقطة |
| ------- | -------------- | --- | --- | ----- | ------- | ------ | ---- | ------ | --- | ------ | ---- | ---- |
| 2015–16 | واشنطن ويزاردز | 63  | 9   | 10.7  | .427    | .316   | .633 | 2.1    | .2  | .3     | .1   | 3.7  |
| المسيرة | المسيرة        | 63  | 9   | 10.7  | .427    | .316   | .633 | 2.1    | .2  | .3     | .1   | 3.7  |

## روابط خارجية
- كيلي أوبري جونيور على موقع إن بي أي (الإنجليزية)
- كيلي أوبري جونيور على موقع سبورتس رفرنس (الإنجليزية)
- كيلي أوبري جونيور على موقع كرة السلة الأوروبية.كوم (الإنجليزية)
- كيلي أوبري جونيور على موقع إي إس بي إن.كوم (الإنجليزية)
- كيلي أوبري جونيور على موقع كلية كرة السلة في سبورتس رفرنس.كوم (الإنجليزية)
- كيلي أوبري جونيور على موقع ريلجم (الإنجليزية)
- كيلي أوبري جونيور على موقع بروبوليرز (الإنجليزية)